# Ampelocissus dekindtiana
Ampelocissus dekindtiana — вид квіткових рослин з родини виноградових (Vitaceae). Ареал охоплює такі країни: Ангола.

## Середовище
Це деревоподібний кущ заввишки до 1,5 м, що зустрічається на кам'янистих пагорбах. Подальші відомості невідомі. Наразі немає відомих загроз для цього виду, особливо враховуючи обмежену інформацію про середовище існування.